# 伍仁桥
伍仁桥，又名贵妃桥，是一座位于中国河北省安国市伍仁桥镇的明代古桥，也是磁河上的一座5孔石拱桥，明万历二十七年（1599年）開始修建，万历二十八年（1600年）建成。现为第六批全国重点文物保护单位。